# Pisanice (1900)
Pisanice so prva Župančičeva pesniška knjiga za mladino in kažejo mladega poeta, ko se še predaja igrivim doživetjem iz komaj minulega otroštva. Zbirko je pesnik pripravljal za veliko noč leta 1900, zato jo je poimenoval po belokranjskih pisanicah ter s tem še posebej opozoril na svojo povezanost z Belo krajino in na slikovitost, pisanost motivov v njej. Vanjo je uvrstil nejzgodnejše pesmi, ki jih je ustvaril še kot s podeželja prihajajoči gimnazijec. Jedro zbirke sestavljajo pesmi, ki so izšle v letih 1894 do 1898 v Vrtcu in Angelčku ter Domu in svetu. Pet jih je prvič izšlo v Čaši opojnosti(1900), šest 1900 v mladinskem listu Zvonček. V Župančičevih mladostnih verzih je polno veselja, sonca, prekipevajočega občutja spomladanske rasti in otroške nagajivosti. V lahkotnih in spevnih pesmicah se vrstijo igrivi prizori iz narave (Na poljani, Žarki, Čez noč, Zarja, Božji volek), belokranjski ljudski običaji (Na Jurjevo), ljubke otroške igrice (Na kolenu, Pesem nagajivka, Zvezdice, Cigani) in poučne zgodbice (Pripovedka o nosu, Kanglica, Zlata ptička). Pesnik je otrokom bogato postregel tudi s pravljičnimi motivi (Sneguljčica, O Idiji Koromandiji). Iz nekaterih pesmic se že oglaša njegova bolečina ob izseljevanju rojakov (Barčica, Mornar, Ločitev). V zbirki najdemo tudi nekaj zahtevnejših pesmi, ki so prevod ali obdelava slovanskih ljudskih pesmi. Številne pesmi iz Pisanic so svojo očarljivost ohranile vse do danes. Oton Župančič je s svojo otroško poezijo napravil pravo spomladansko razpoloženje v tedanjem slovenskem slovstvu. Ob njej so sproščeno uživali otroci in odrasli, cenjena pa je bila tudi med pesnikovimi literarnimi prijatelji (Dragotin Kette, Josip Murn Aleksandrov in Ivan Cankar).